# Fort Supply
Fort Supply byggdes i Oklahoma i USA för att försvara nybyggare. Först var det ett militärläger innan det 1886 blev ett fort. Cheyenne- och Arapahoindianerna stred mot USA i flera krig i Woodward County, där fortet låg.

## Historiskt minnesmärke
Fort Supply blev nationellt historiskt minnesmärke i the National Register of Historic Places , 1971 (#71000675).